# 干城章嘉國家公園
干城章嘉國家公園（英語：Khangchendzonga National Park）位於印度錫金邦北錫金縣的國家公園，又稱作干城章嘉生物圈保護區（英語：Khangchendzonga Biosphere Reserve）。該景點在2016年7月17日時被聯合國教科文組織世界遺產委員會列入世界遺產名錄，而此處也是印度第一個混和遺產類的世界遺產。園區的名稱來自世界第三高峰干城章嘉峰，此山峰位於園區內，海拔高度 8,586（28,169英尺）；園區總面積為849.5平方（328.0平方英里）。
公園裡有許多高山冰川景觀，包括芝慕冰河等景點。另有多種動物如麝鹿、雪豹、雲豹、喜瑪拉雅塔爾羊等棲息在園區內。

## 簡介

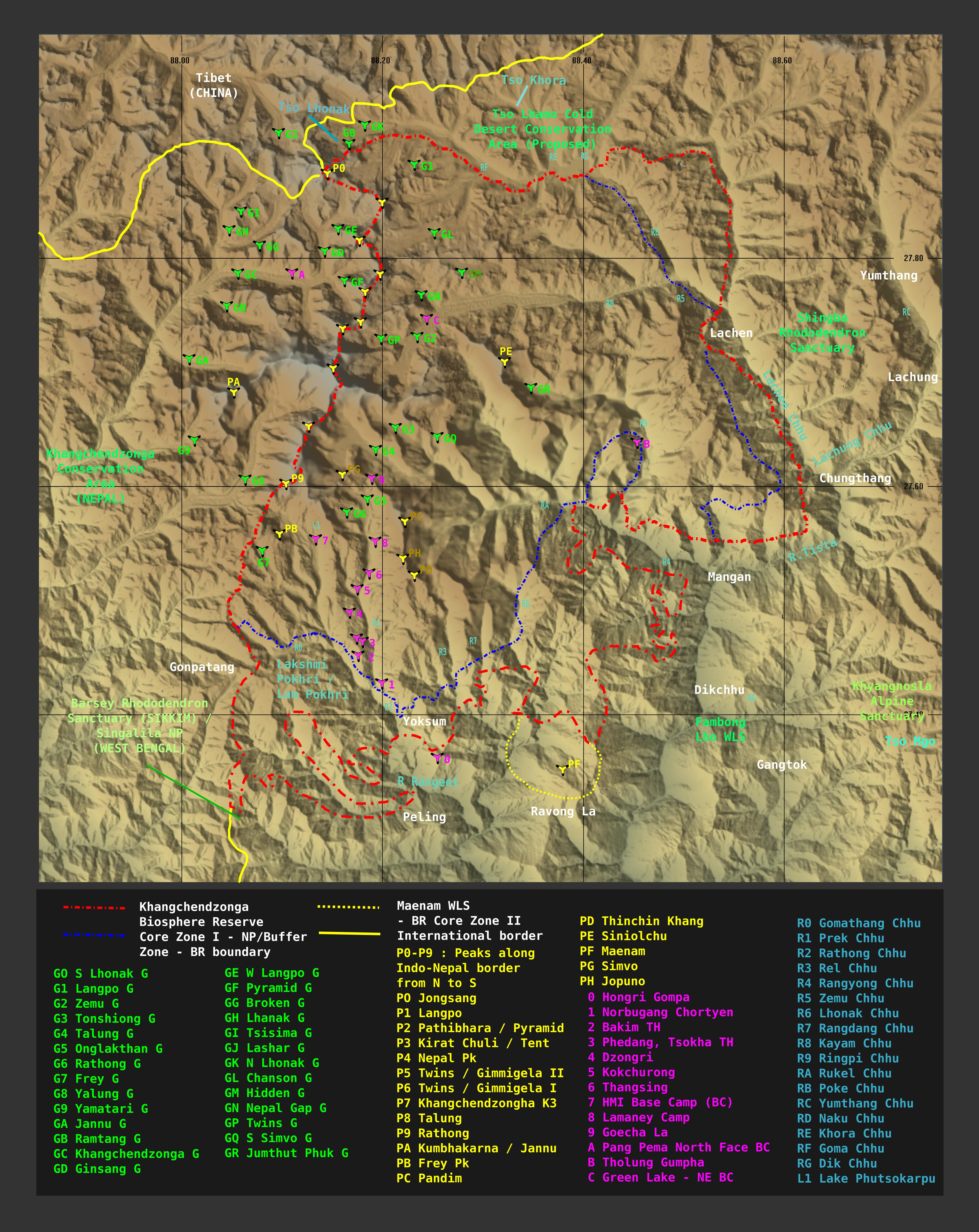
干城章嘉國家公園與生物圈保護區地圖。

干城章嘉國家公園涵蓋印度錫金邦北錫金縣與西錫金縣，總面積為849.50平方（327.99平方英里），分布在海拔高度1,829（6,001英尺）至8,550（28,050英尺）之間。此處是印度少數幾個高海拔國家公園之一，2016年時被聯合國教科文組織列入世界遺產名錄的混和遺產類。園區北部毗鄰於西藏珠穆朗瑪峰國家自然保護區，西鄰尼泊爾干城章嘉峰保護區。
目前有少部分的絨巴族部落棲息在園區內。位於園區緩衝區內另有一座名為松朗的喇嘛寺，該寺廟被認為是錫金最神聖的寺院之一。由於干城章嘉峰是當地錫金土著的聖山，此處見證了藏傳佛教信仰與錫金人相結合的歷史，對錫金的宗教上影響深遠。

## 生物
干城章嘉國家公園內的植被包括和由橡樹、冷杉、樺樹、楓樹、柳樹等組成的溫帶闊葉林與混合林，以及包括由許多高海拔香草、藥用植物、灌木叢等組成的高山植物。
園區內有多種稀有動物棲息著，包括麝鹿、雪豹、喜瑪拉雅塔爾羊、豺屬、懶熊、麝貓、喜馬拉雅黑熊、小貓熊、西藏野驢、喜馬拉雅藍羊、鬣羚、斑羚屬、羚牛等哺乳动物，以及包括細紋南蛇和山蝰等爬行动物。最新的一項研究顯示，亞洲豺犬在該園區內變得非常罕見，而干城章嘉生物圈保護區內的亞洲豺犬被認為屬於遺傳上較稀有的喜馬拉雅亞種。目前在園區內共發現約550種鳥類，包括血雉、紅胸角雉、魚鷹、高山兀鷲、胡兀鷲、黑頭角雉、綠鳩屬、藏雪雞、雪鴿、棕尾虹雉、翠金鵑、太陽鳥科和鵰等。2016年，園區內發現新的鳥類物種，這種鳥被稱為喜馬拉雅林鶇（學名為Zoothera salimalii）。

## 旅遊
參觀干城章嘉國家公園的最佳時期是4月至5月期間。冬季時此處常降大雪，5月至10月中旬間為雨季時刻，較不適合來訪。外國遊客需通過印度內政部取得保護區許可證才能進入園區內及相關地區。若是印度國籍的旅客，僅須從內政部辦理內線許可證（Inner-Line Permit）即可進入。另外，進入園區的訪客皆須向州立野生動物守望者主管單位（State Chief Wildlife Warden）辦理許可證。

### 登山路徑
主要的徒步路線均由西錫金縣的域松出發，此處距甘托克145（90英里）遠，進入園區所需的許可證可以從域松的野生動物教育與解說中心（Wildlife Education and Interpretation center）或關口哨所獲得，州立觀光處與其他旅遊機構組織在海拔4,050（13,290英尺）的Dzongri及其他地區設有相關窗口。園區內主要徒步路線以域松為起點，另一條熱門的徒步路線起點位於北錫金縣拉亨的綠湖（Green Lake），大多數主要路線皆位於國家公園內。

### 交通
- 最近的機場：
  - 西孟加拉邦大吉嶺縣巴多格拉機場（英语：Bagdogra Airport）（距222（138英里））[16]
  - 錫金邦東錫金縣甘托克直升機停機坪（Gangtok Helipad）[16]
- 最近的鐵路終點站： 西里古里新賈爾拜古里火車站（英语：New Jalpaiguri Junction railway station）（距221（137英里））[16]
- 最近的高速公路：NH 31A（瑟佛克（英语：Sevok）–甘托克）
- 最近的城鎮：域松（英语：Yuksom）與Chungthan（距20（12英里））
- 最近的都市：甘托克

## 登録基準
该世界遗产被认为满足世界遺產登錄基準中的以下基準而予以登錄：
- （iii）呈现有关现存或者已经消失的文化传统、文明的独特或稀有之证据。
- （vi）具有显著普遍价值的事件、活的传统、理念、信仰、艺术及文学作品，有直接或实质的连结（世界遗产委员会认为该基准应最好与其他基准共同使用）。
- （vii）包含出色的自然美景与美学重要性的自然现象或地区。
- （x）拥有最重要及显著的多元性生物自然生态栖息地，包含从保育或科学的角度来看，符合普世价值的濒临绝种动物种。

## 照片集

干城章嘉國家公園內景色
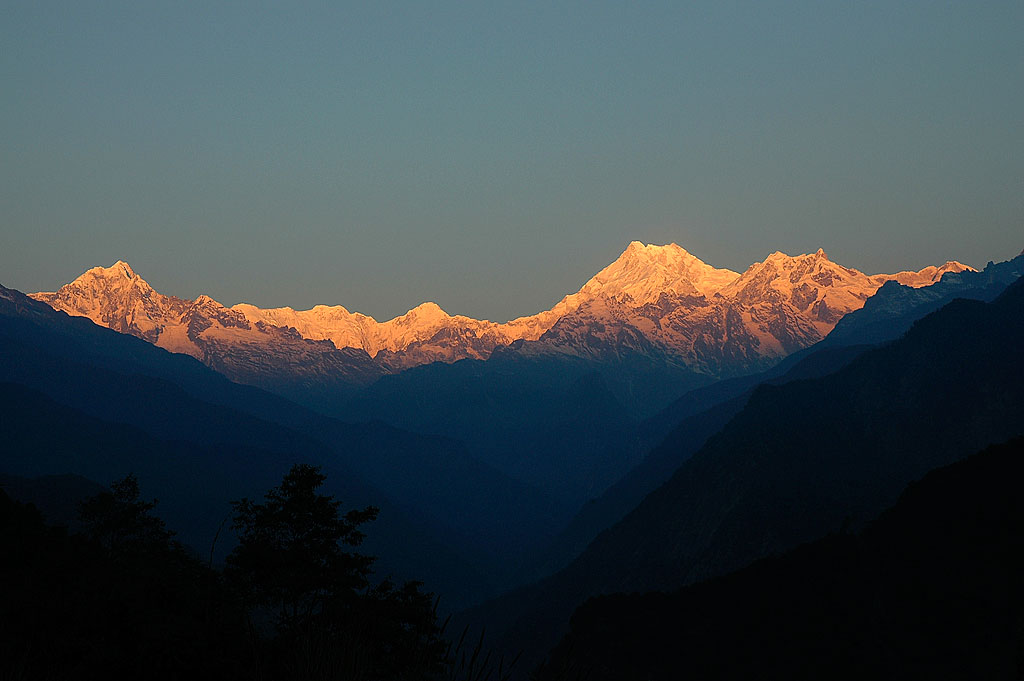
干城章嘉峰日出景象。
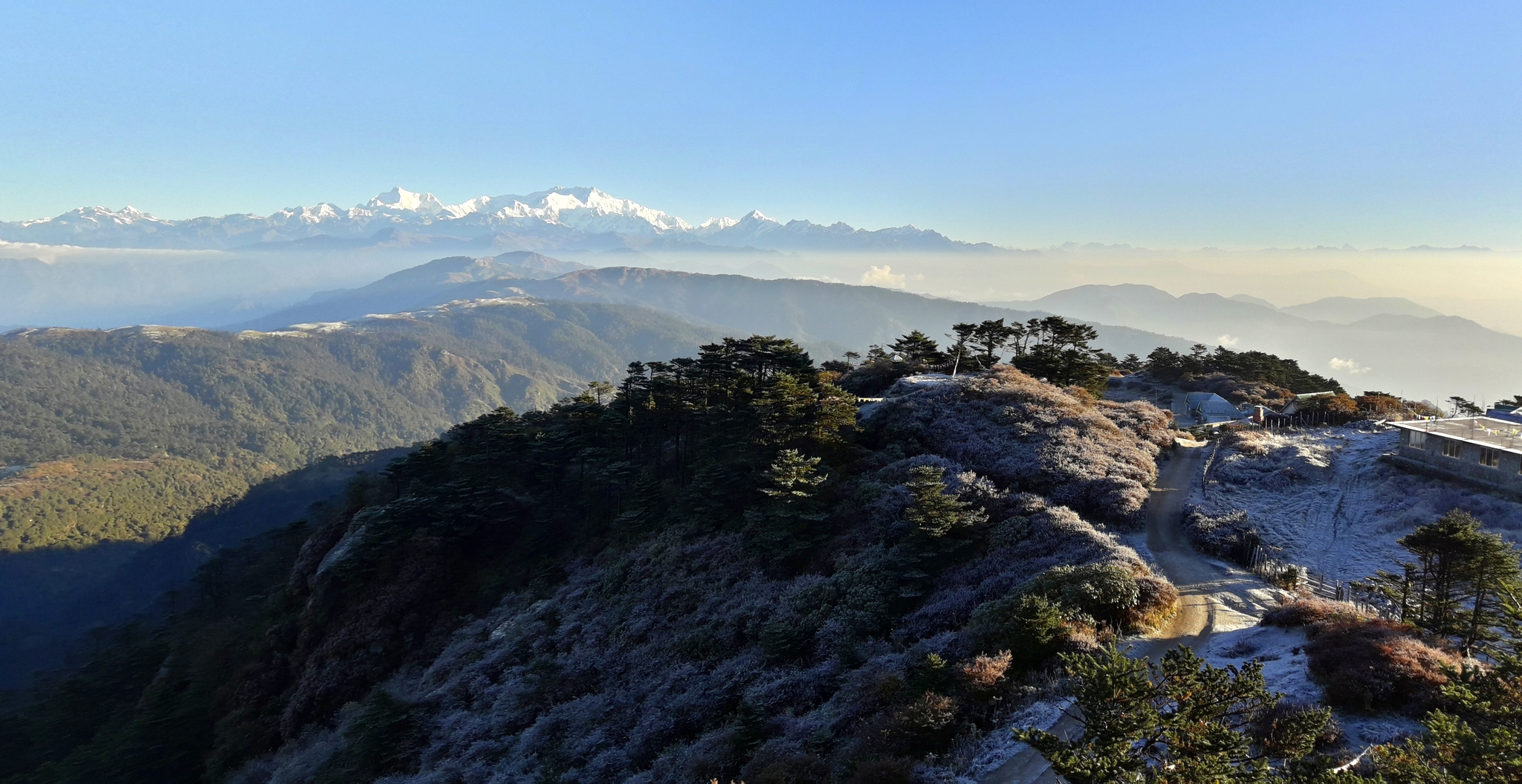
遠眺賈奴峰山脈與干城章嘉峰。
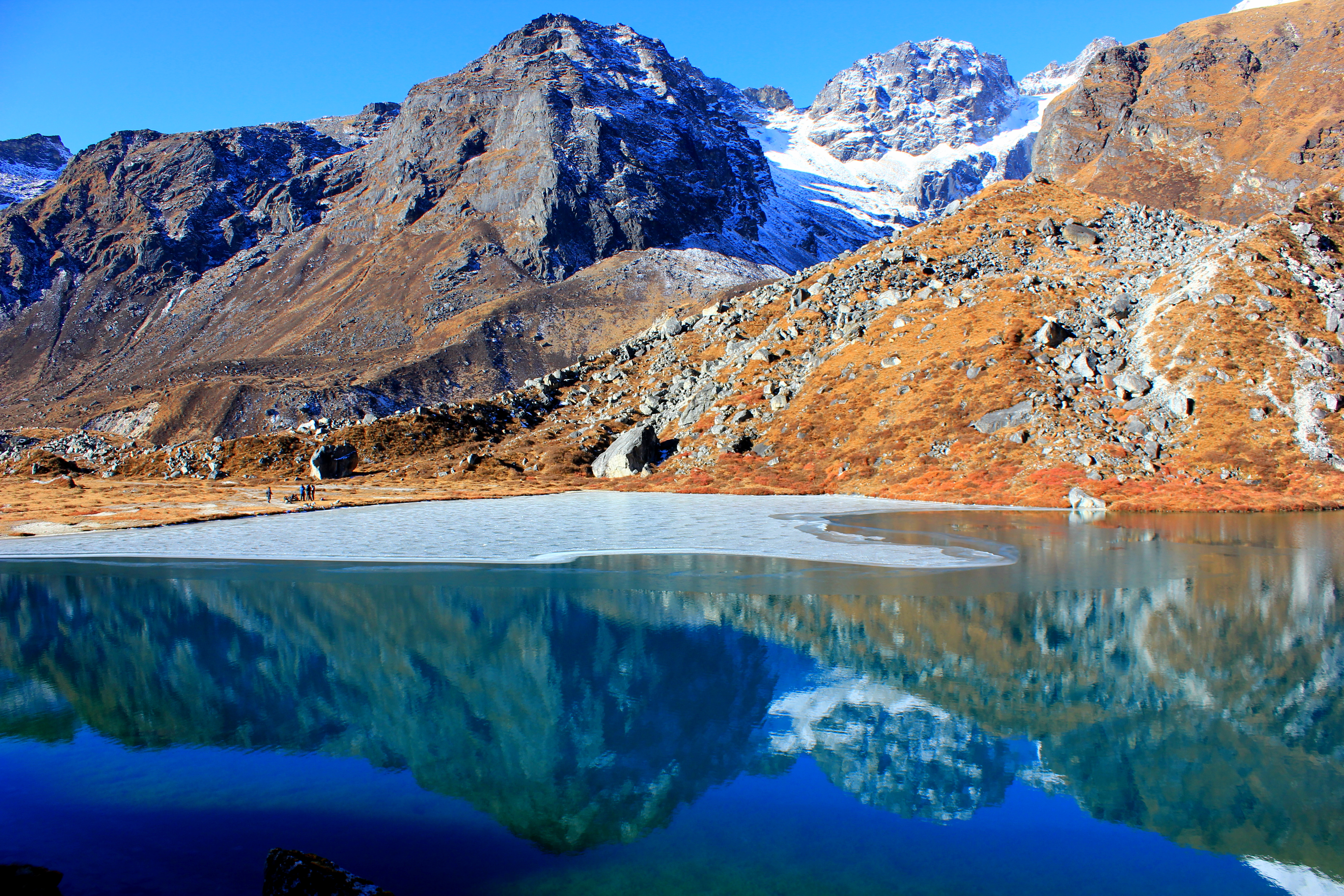
高山湖泊一景。
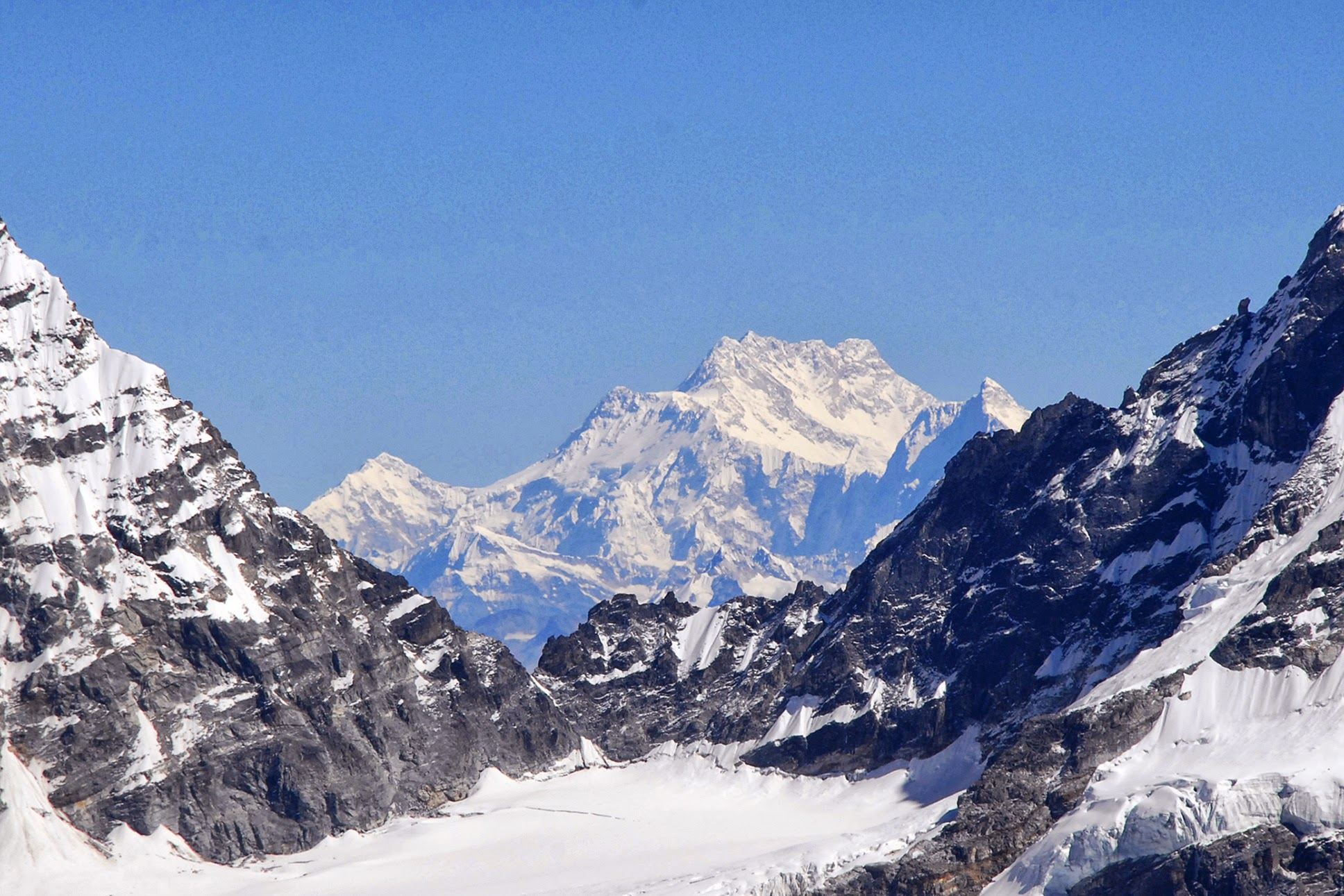
山脈一景。
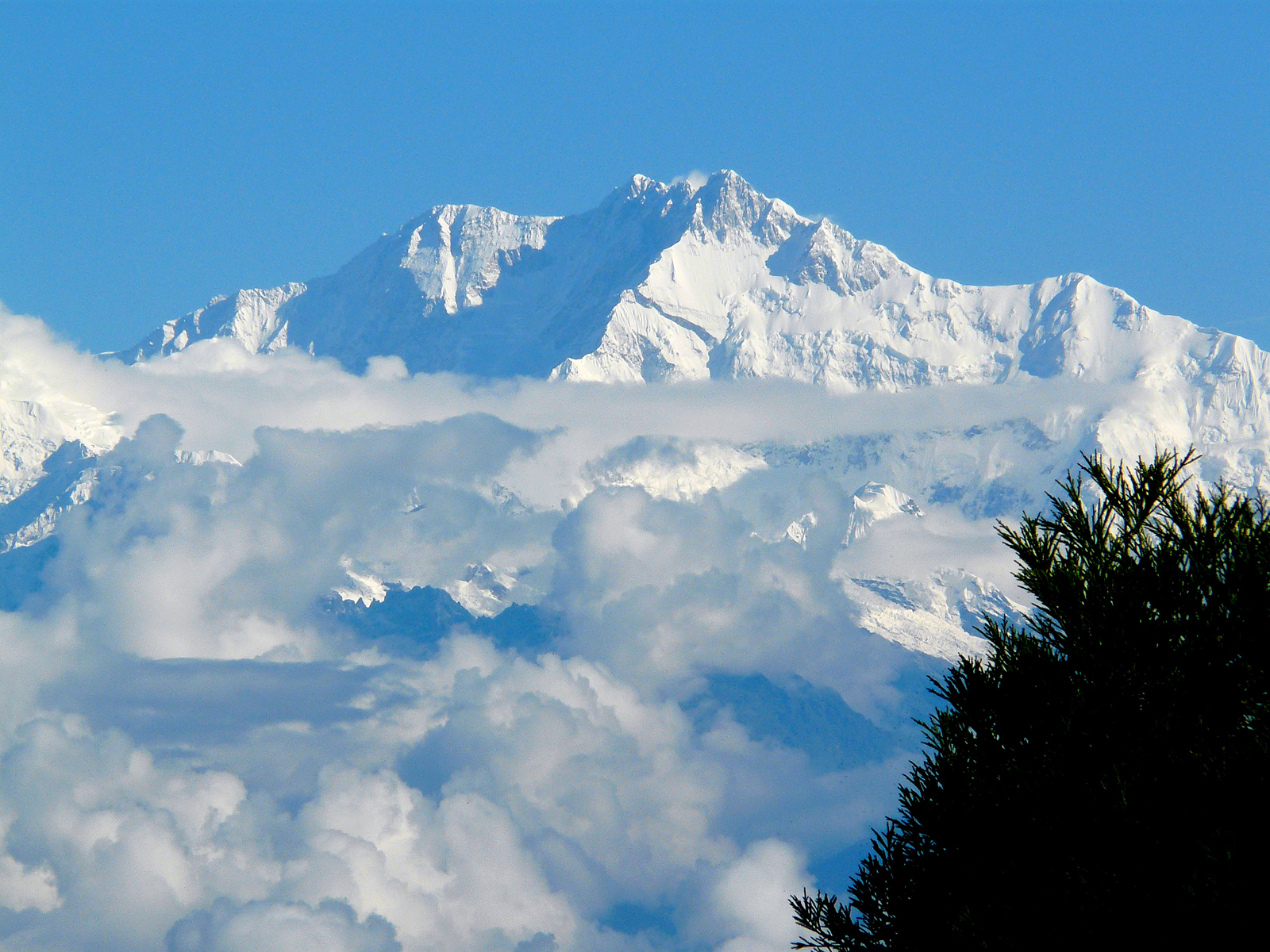
從大吉嶺遠眺喜馬拉雅山脈與干城章嘉峰。
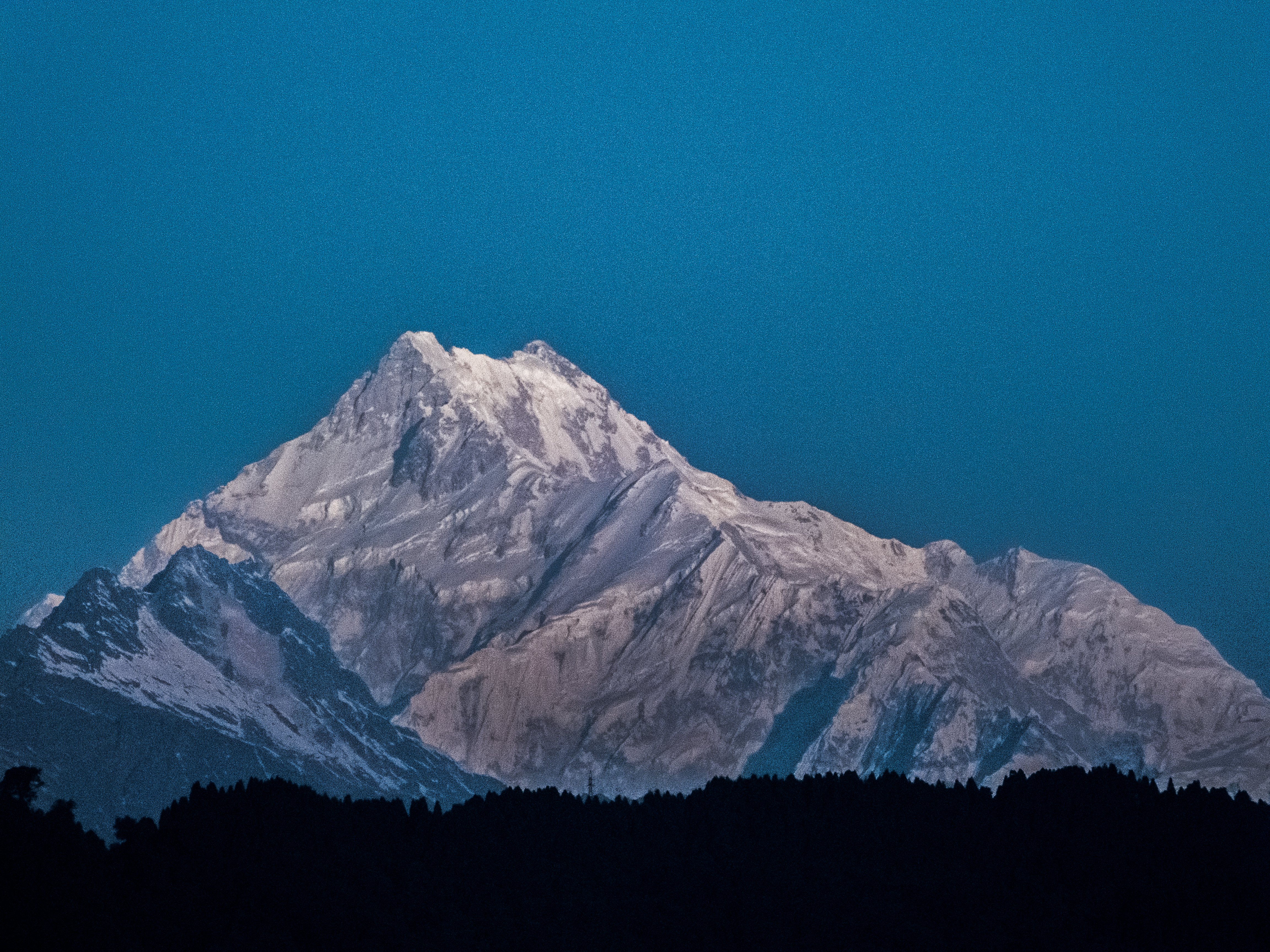
從甘托克遠眺干城章嘉峰。
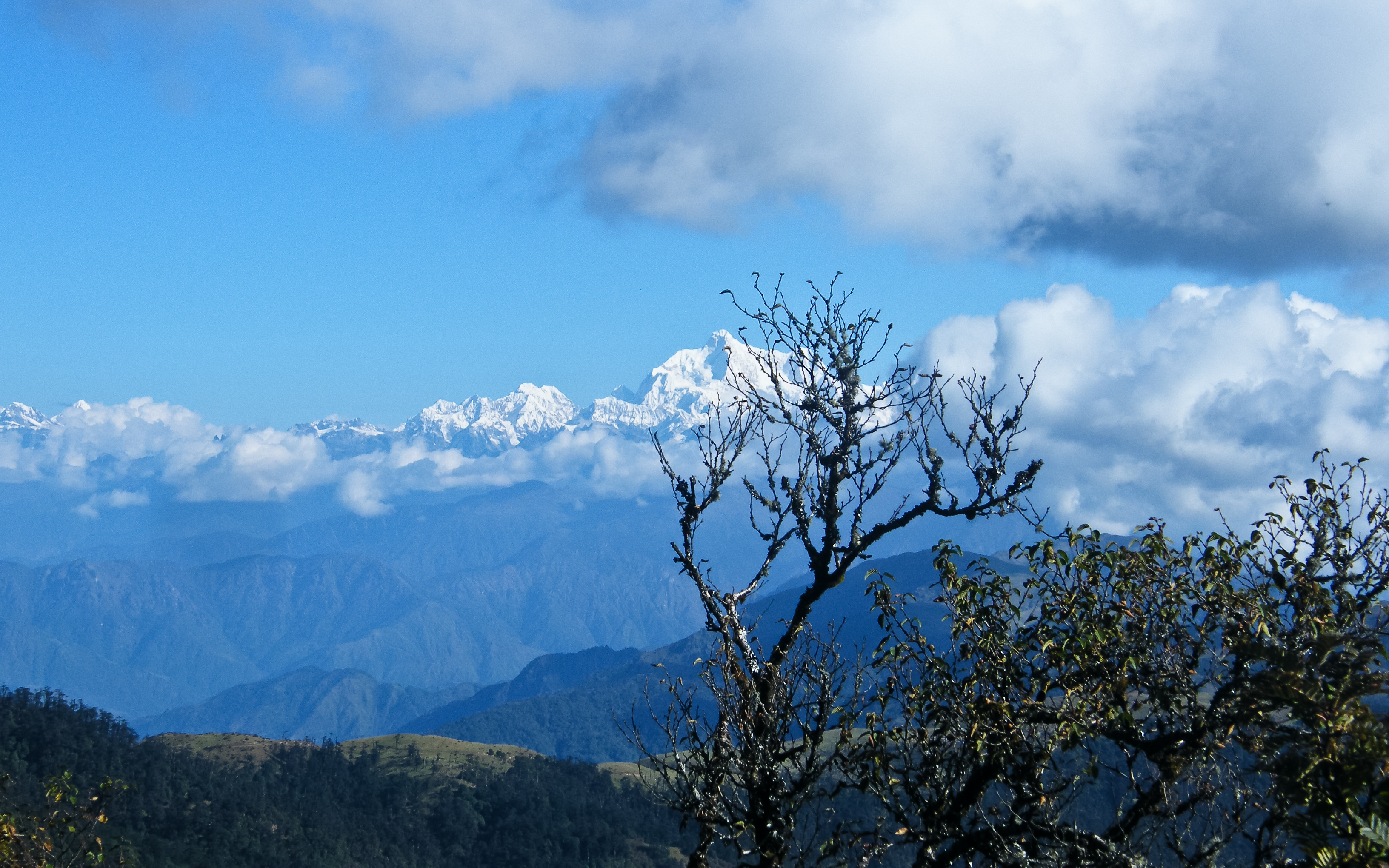
從桑達克普峰（英语：Sandakphu）遠眺干城章嘉峰。
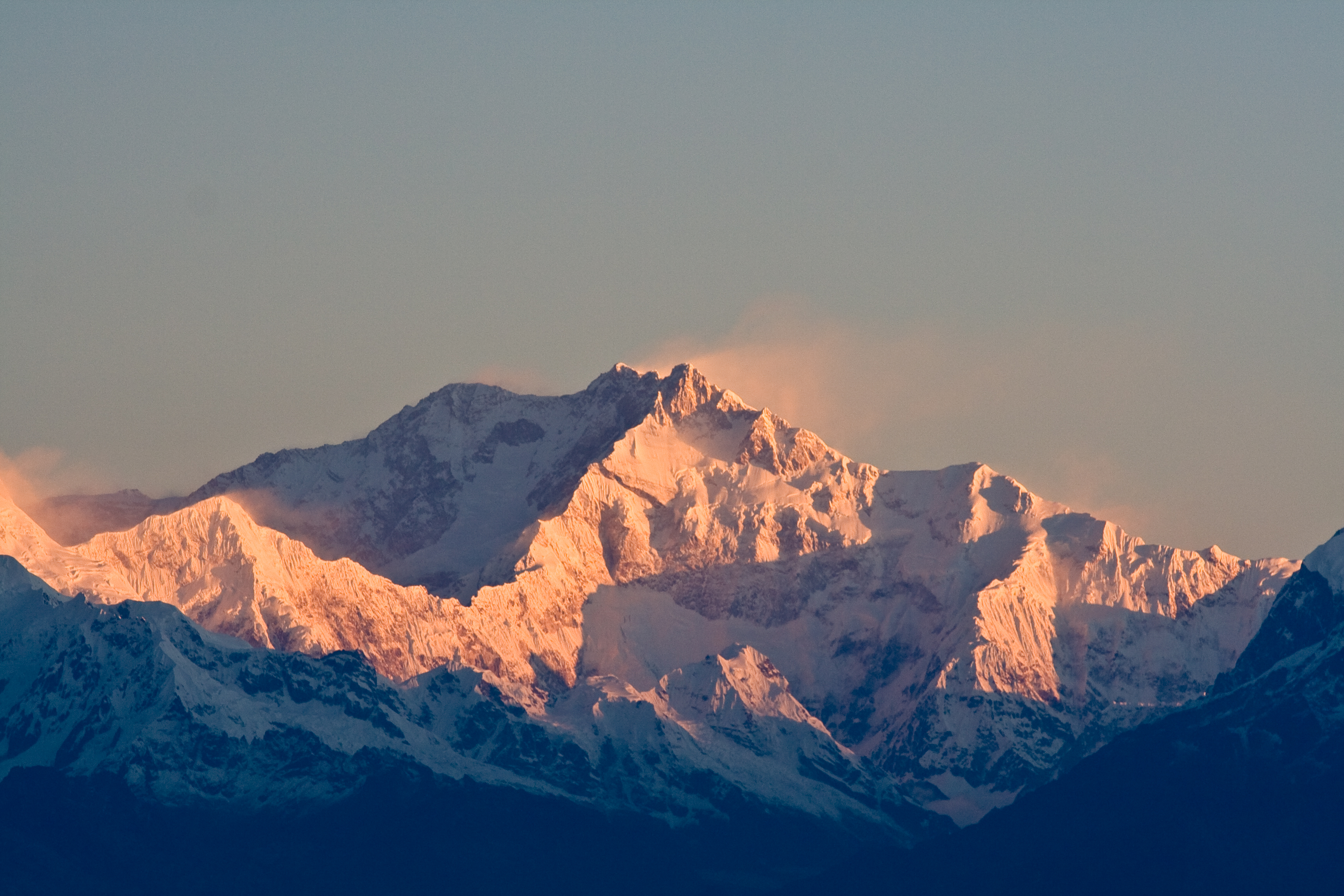
干城章嘉峰一景。
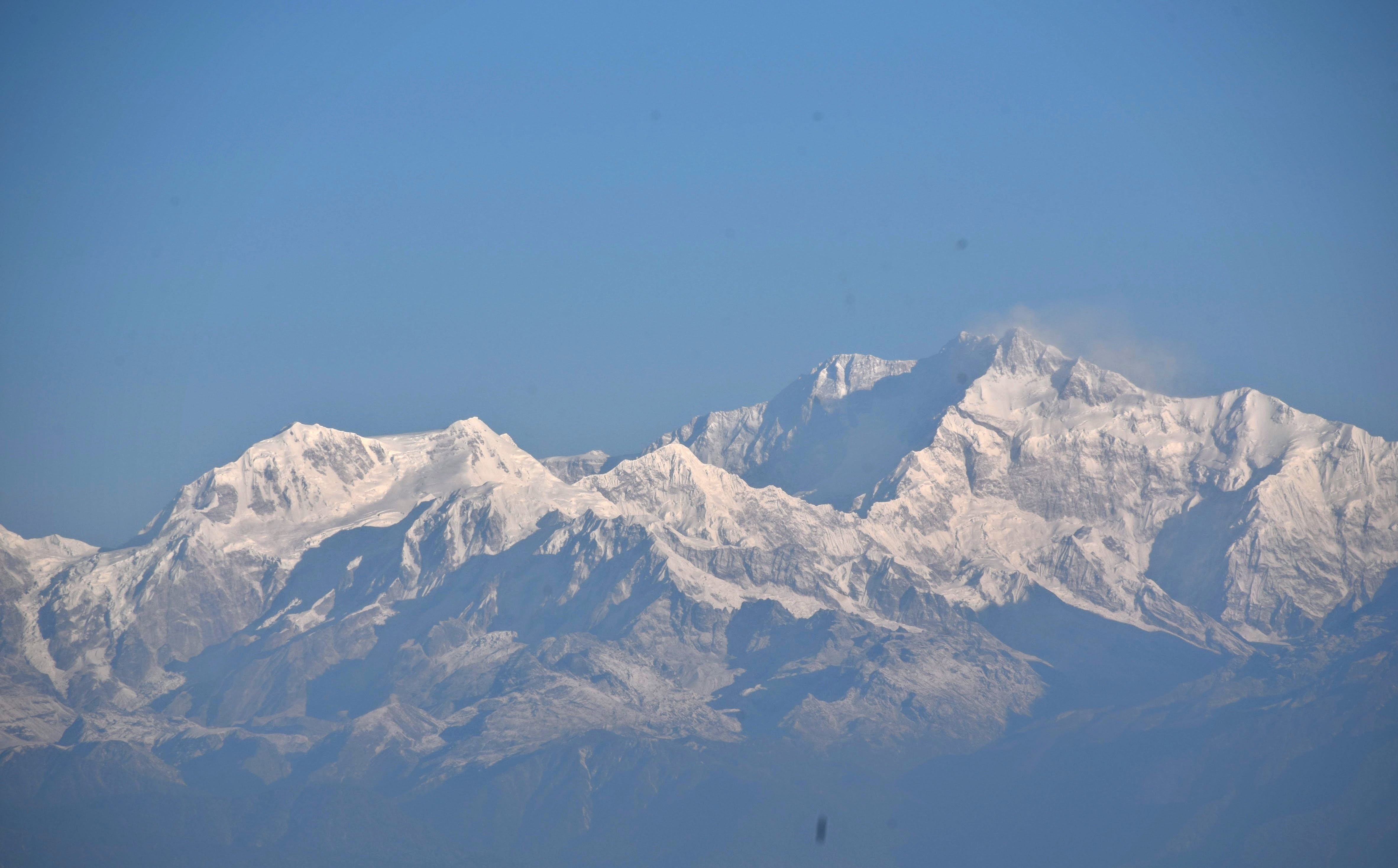
虎丘遠眺干城章嘉峰。
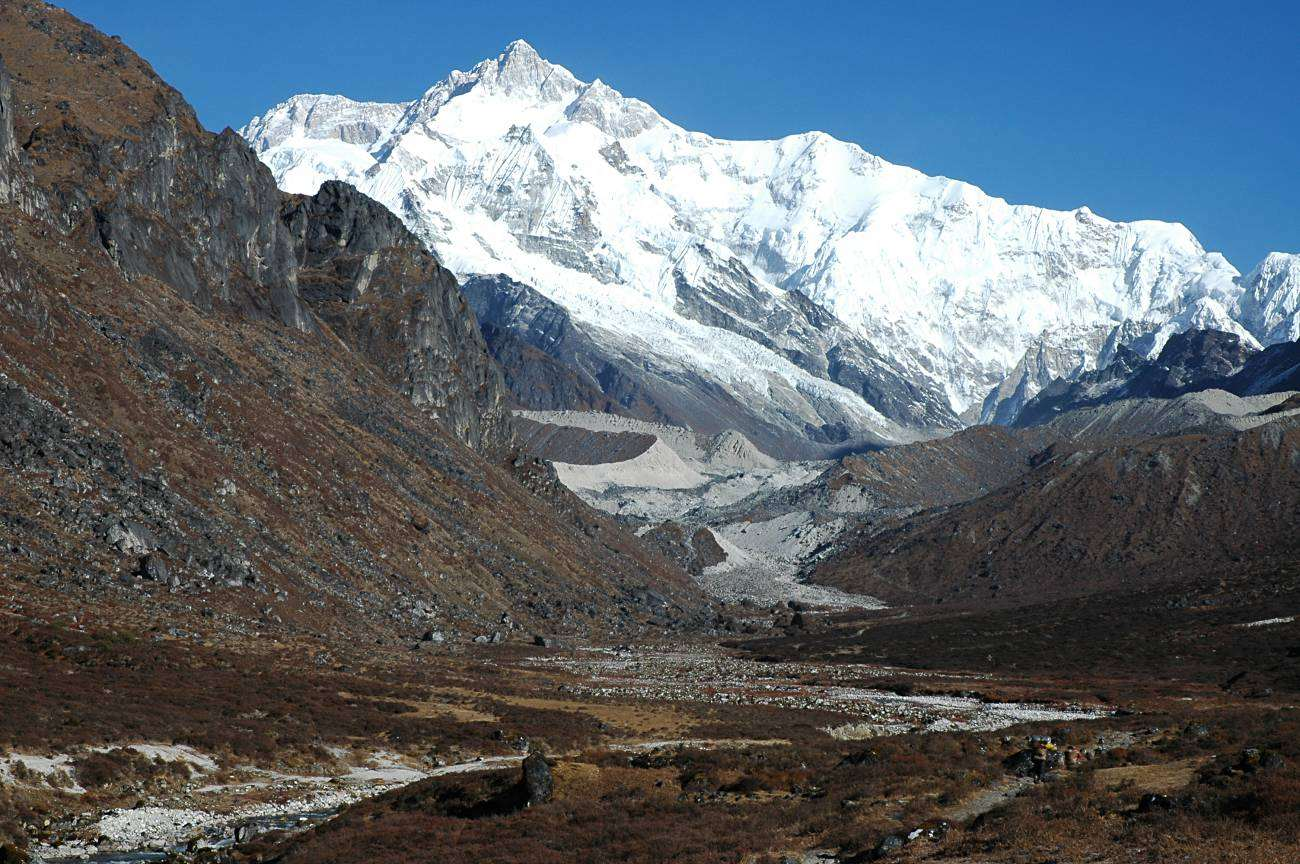
干城章嘉峰一景。
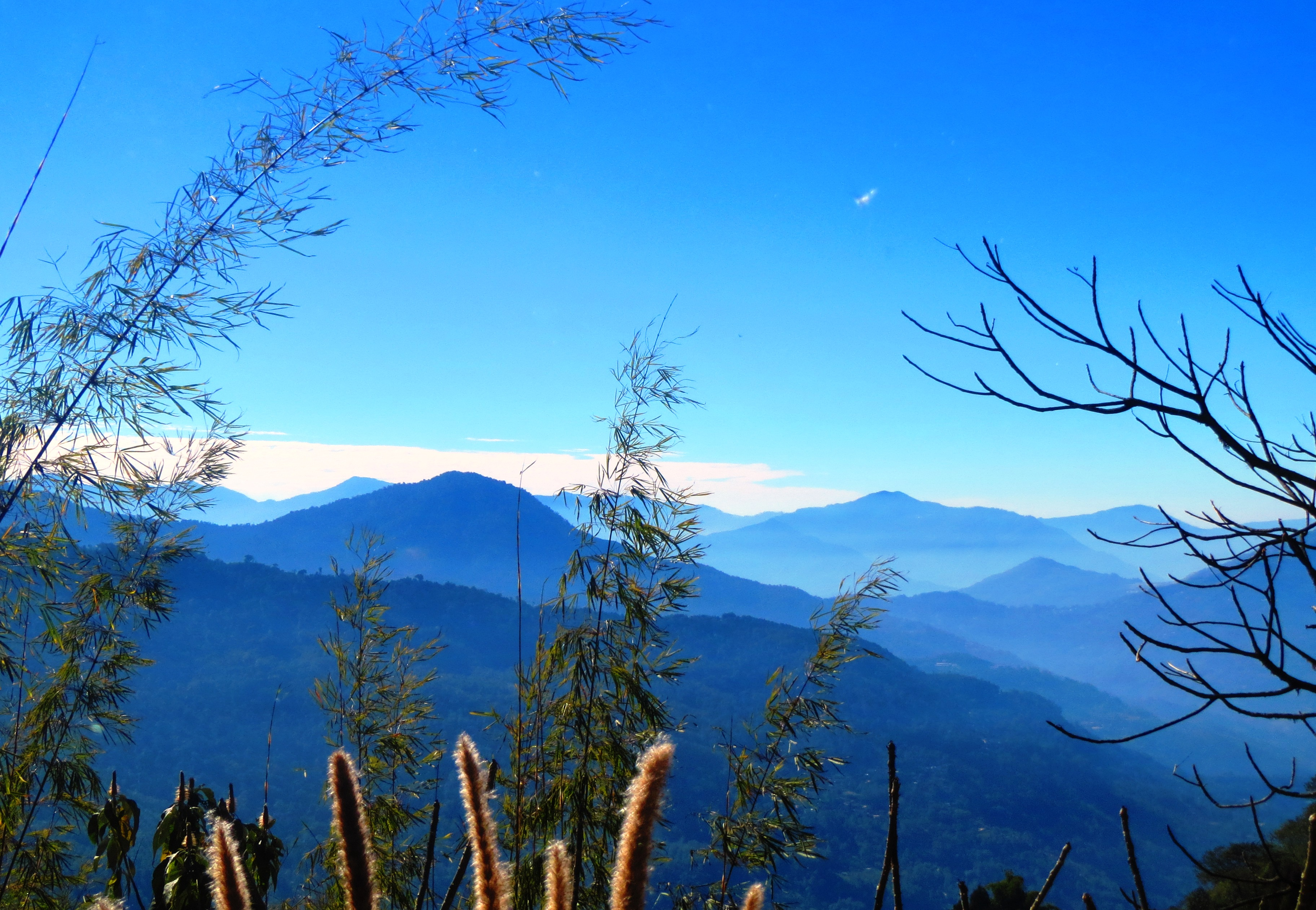
園區一景。
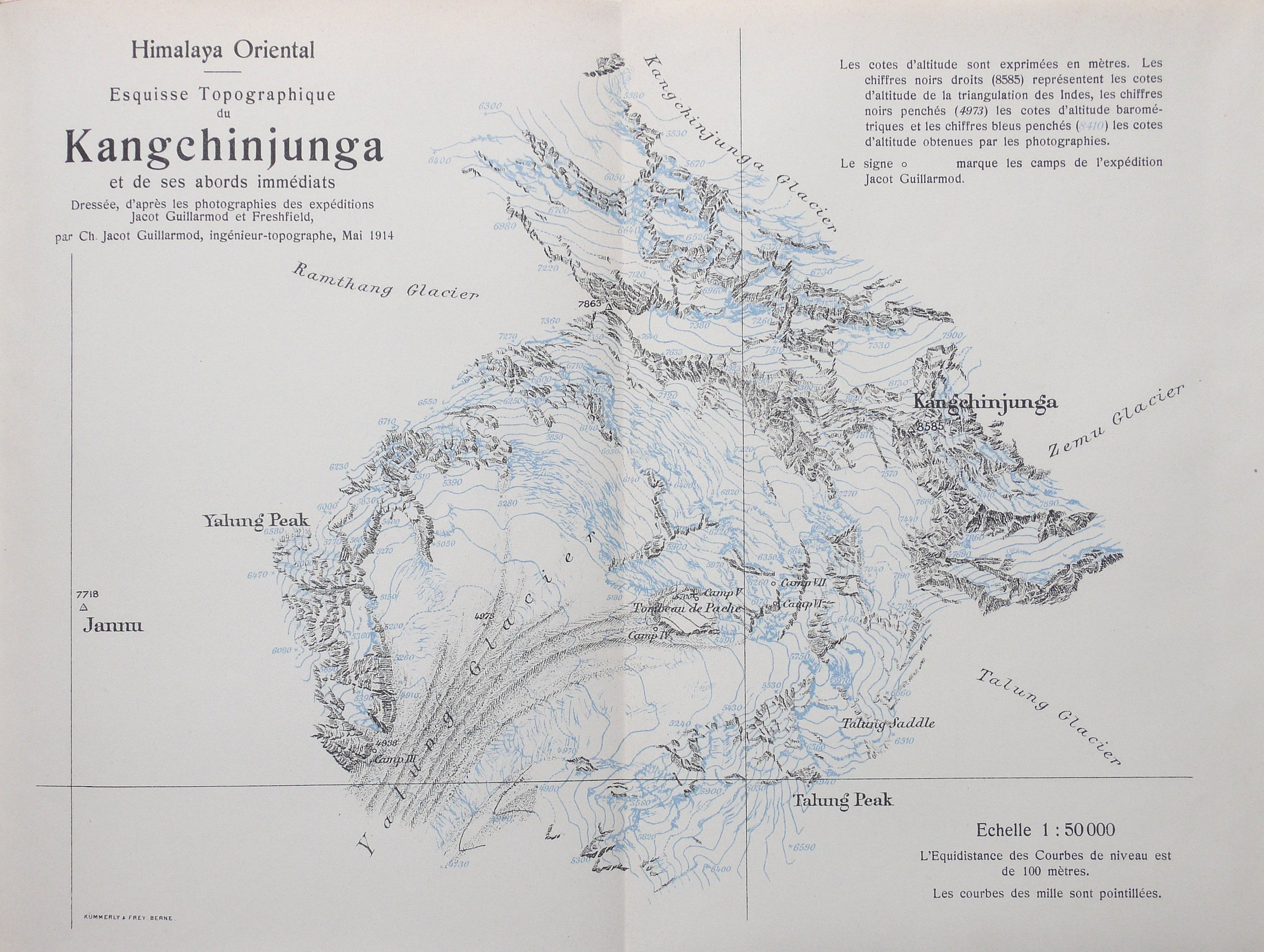
朱爾·賈科-桂利穆（英语：Jules Jacot-Guillarmod）於1914年繪製的干城章嘉峰地圖。

## 外部連結
- Khangchendzonga National Park （页面存档备份，存于）, WebIndia123
- Goecha La: In search of Kangchenjunga （页面存档备份，存于） by George Thengummoottil - documentary on Goechala Trek inside Kangchenjunga National Park
- 维基导游上有關干城章嘉國家公園的旅行指南